# 羅渣里奧·切尼

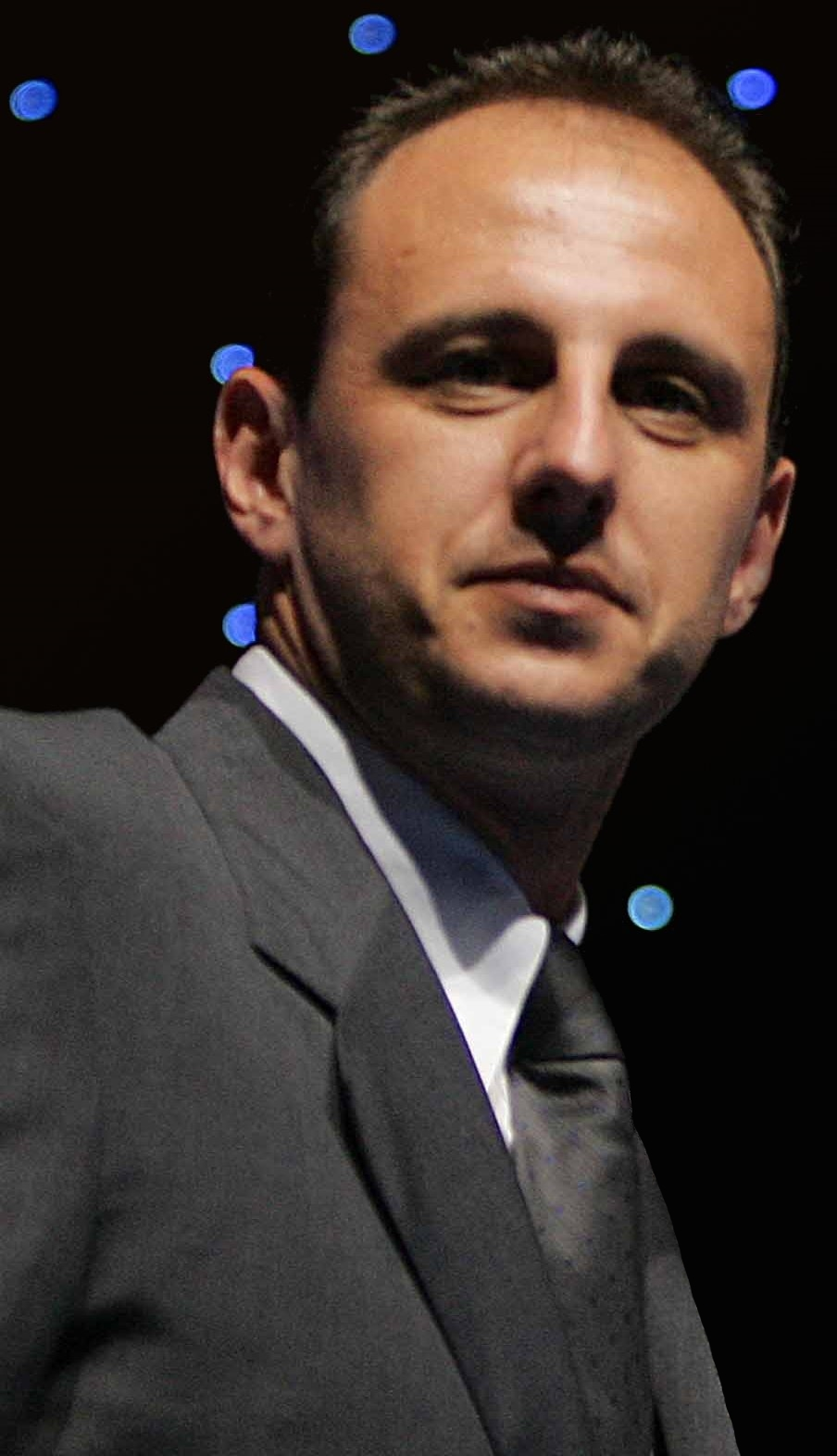
罗热里奥·塞尼

罗热里奥·米克·塞尼（葡萄牙語：Rogério Mücke Ceni，發音：[ʁoˈʒɛɾiu ˈsẽni]；1973年1月22日—），前巴西足球員，出生於巴西帕托-布兰科。他長期效力巴西球會聖保羅，現時亦為聖保羅主教練。他曾為巴西出戰2002年、2006年兩屆世界盃，其中2002年奪冠而回，他是有史以來進球最多的門將，目前羅渣里奧已經累積攻入130球（63球任意球及67球點球）。 參見進球的守門員名單（List of goalscoring goalkeepers）
切尼兼具進攻和防守的才華，他自由球技術高超，亦是聖保羅的點球手。
他代表國家隊共15次，首次國際比賽是面對墨西哥。
2006年8月20日，羅渣里奧·切尼在一場巴西甲組聯賽對高士路中連入兩球，令其職業球員生涯攻入64球，成功打破前巴拉圭國家隊門將奇拉维特的紀錄，成為世界上進球最多的門將。     

2011年3月27日，在對陣科林蒂安的比賽中，羅渣里奧在30米得到一個自由球並攻入了職業生涯第100球，結果2-1戰勝對手。
2011年9月7日，羅渣里奧為聖保羅上陣第1000次。
2015年12月7日，羅渣里奧宣佈退役。